# Lorenzo Zepeda

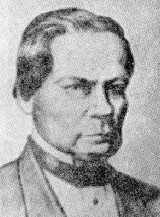
Lorenzo Zepeda (1858)

Lorenzo Zepeda (* 24. Oktober 1813 in Sonsonate; † 20. Dezember 1858 in Metapán, Departamento Santa Ana) war ein salvadorianischer Politiker und von 1. bis 7. Februar 1858 Präsident von El Salvador.

## Leben
Im Jahr 1848 wurde Lorenzo zum stellvertretenden Abgeordneten für den Distrikt Metapán gewählt. Im Dezember 1857 wurde er Senator für Santa Ana. Am 1. Februar 1858 übernahm er von Rafael Campo interimistisch das Amt des Präsidenten von El Salvador (als Senador Designado de la República), bis er am 7. Februar 1858 von Miguel Santín del Castillo abgelöst wurde. Das Angebot, im Juni 1858 nach dem Rücktritt seines Nachfolgers, erneut übergangsweise das Präsidentenamt zu übernehmen, lehnte er aufgrund einer schweren Erkrankung ab.
Er starb am 20. Dezember 1858.